# Tarik El Jarmouni
Tarik El Jarmouni (arab. طارق الجرموني  ur. 30 grudnia 1977 w Al-Muhammadiji) – marokański piłkarz, grający na pozycji bramkarza.

## Kariera klubowa
Karierę piłkarską El Jarmouni rozpoczął w klubie Chabab Mohammédia. W sezonie 1996/1997 zadebiutował w jego barwach w pierwszej lidze marokańskiej. W sezonie 2001/2002 roku odszedł do Wydadu Casablanca. W 2002 roku wywalczył z tym klubem wicemistrzostwo kraju. W tym zespole rozegrał 34 mecze.

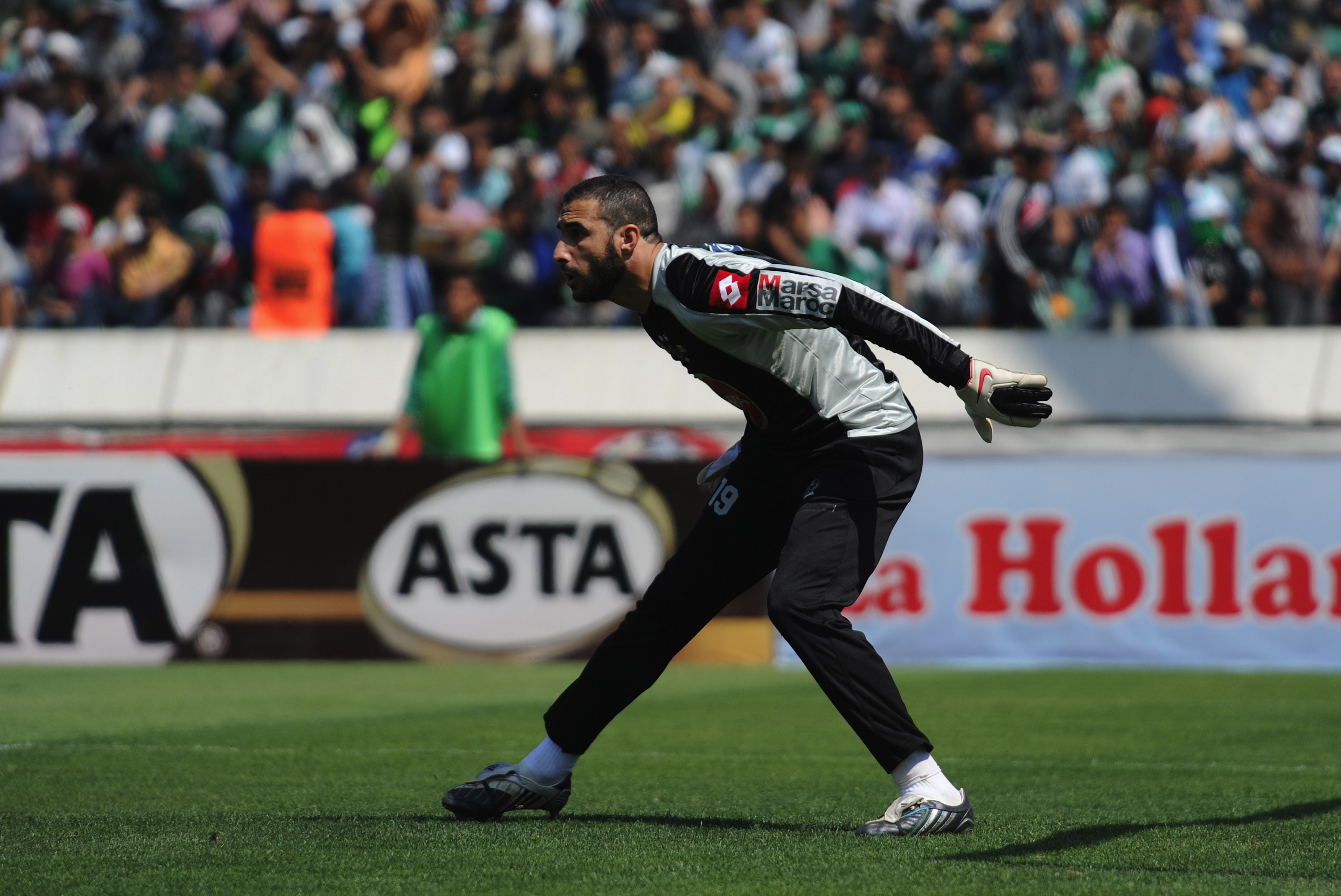
Tarik El Jarmouni na meczu

W 2003 roku El Jarmouni został piłkarzem Dynama Kijów, ale nie trafił do pierwszego zespołu i był członkiem drużyny rezerw i rozegrał tam jedno spotkanie. Latem 2003 wrócił do Maroka i został piłkarzem FAR Rabat. W 2004 roku zdobył Puchar Maroka oraz został wicemistrzem kraju. W 2005 roku wywalczył mistrzostwo Maroka. W latach 2007, 2008, 2009 zdobył krajowy puchar. W latach 2006, 2007 zajął 2. miejsce w lidze, a w 2008 roku - 1. miejsce. W 2006 roku był na pół roku wypożyczony do egipskiego Zamaleku Kair.

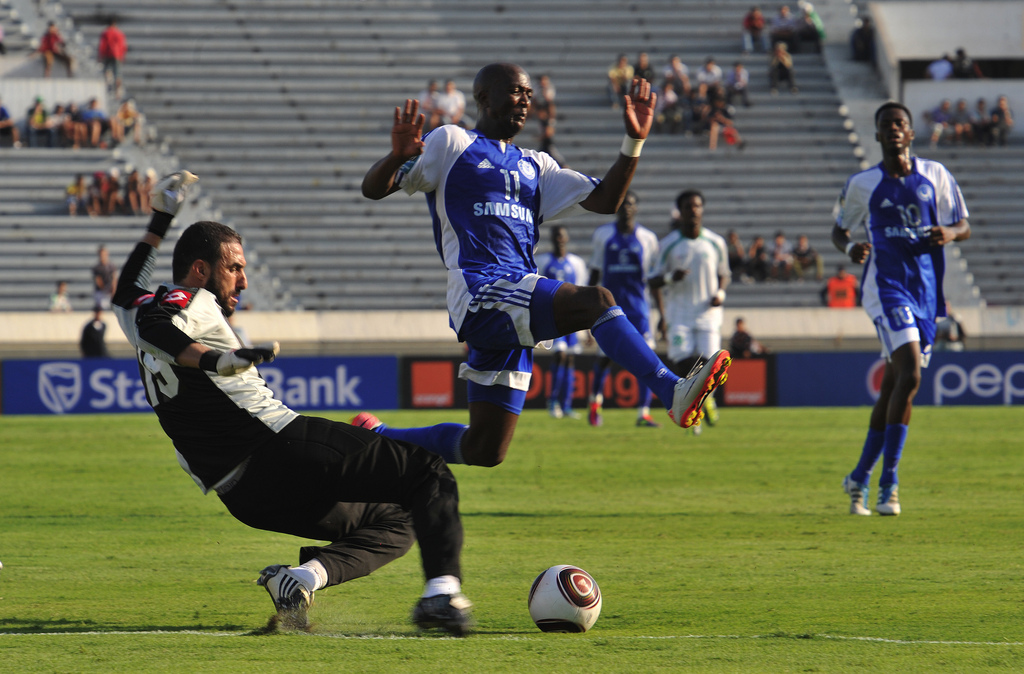
Tarik El Jarmouni w meczu pucharu CAF

W połowie 2009 El Jarmouni przeszedł do Rai Casablanca, z którą zdobył mistrzostwo (sezon 2010/2011) i puchar kraju (sezon 2011/2012). Rozegrał tam 26 meczów. Następnie w 2012 roku przeszedł do KAC Kénitra, ale w koszulce tego klubu nie rozegrał żadnego meczu. Jego ostatnim klubem był Chabab Mohammédia, gdzie przeszedł w 2013 roku. Rok później zakończył karierę

## Kariera reprezentacyjna
W reprezentacji Maroka El Jarmouni zadebiutował 2 grudnia 2003 roku w meczu z Senegalem, gdzie zachował czyste konto i mecz zakończył się wynikiem 1:0. Wcześniej był jednak w kadrze na Letnie Igrzysta Olimpijskie 2000. Natomiast w 2004 roku podczas Pucharu Narodów Afryki wywalczył wicemistrzostwo Afryki. Z kolei w 2006 roku był w kadrze Maroka na Puchar Narodów Afryki 2006. Jego dorobek na tym turnieju to 3 mecze: z Wybrzeżem Kości Słoniowej (0:1), z Egiptem (0:0) i z Libią (0:0). Jego łączny dorobek reprezentacyjny to 17 meczów